# Psammogobius biocellatus
Psammogobius biocellatus es una especie de pez de la familia de los Gobiidae en el orden de los Perciformes.

## Morfología
Los machos pueden llegar a alcanzar los 12 cm de longitud total.

## Hábitat
Es un pez de clima tropical y bentopelágico.

## Distribución geográfica
Se encuentra en Australia, la China (incluyendo Hong Kong), Guam, la India, Indonesia, el  Japón (incluyendo las Islas Ryukyu), Madagascar, Malasia, Nueva Caledonia, Papúa Nueva Guinea, las Filipinas, Samoa, las Seychelles, Sudáfrica, Sri Lanka, Taiwán, Tanzania, Tailandia y el Vietnam .

## Observaciones
Es inofensivo para los humanos.